# Sinan Şamil Sam
Sinan Şamil Sam (ur. 23 czerwca 1974 we Frankfurcie, zm. 30 października 2015 w Stambule) − turecki bokser, mistrz świata amatorów w wadze superciężkiej (1999), dwukrotny zawodowy mistrz Europy w wadze ciężkiej (2002-2004, 2008).

## Sportowa kariera

### Boks amatorski
Urodził się w Niemczech, w rodzinie tureckich imigrantów. W 1992 roku w Edynburgu zdobył srebrny medal mistrzostw Europy juniorów w wadze średniej (75 kg), przegrywając jedynie z Wasilijem Żyrowem. W tym samym roku w Montrealu został mistrzem świata juniorów w wadze półciężkiej (81 kg), pokonując w finale Portorykańczyka Alexandra Gonzaleza.
Wśród seniorów startował od 1993 roku. W maju 18-letni Turek zadebiutował na mistrzostwach świata w Tampere − dotarł do ćwierćfinału wagi półciężkiej. Cztery miesiące później, na mistrzostwach Europy w Bursie awansował do finału (eliminując po drodze m.in. Svena Ottke), w którym uległ mistrzowi Rosji, Igorowi Kszyninowi.
W 1994 roku przeszedł do wagi ciężkiej (91 kg). W następnym roku zdobył brązowy medal rozgrywanych w Berlinie mistrzostw świata (porażka w półfinale z Luanem Krasniqim). W 1996 roku został wyeliminowany z mistrzostw Europy już w pierwszej walce i tym samym nie zakwalifikował się na igrzyska olimpijskie w Atlancie.
Od 1997 roku walczył w wadze superciężkiej (ponad 91 kg). W nowej kategorii zdobył brązowy medal mistrzostw Europy w Mińsku (porażka w półfinale z obrońcą tytułu, Aleksiejem Lezinem).
Największy sukces w amatorskiej karierze odniósł w sierpniu 1999 roku, podczas mistrzostw świata w Houston. Zdobył wtedy złoty medal, pokonując kolejno: Tomasza Bonina, Audleya Harrisona, Feliksa Diaczuka i w wyrównanej walce finałowej Muchtarchana Dyldäbekowa.

### Boks zawodowy
Po wywalczeniu amatorskiego mistrzostwa świata podpisał kontrakt z niemiecką grupą promotorską Universum i przeszedł na zawodowstwo. Trenował w Hamburgu pod kierunkiem Fritza Sdunka.
Po wygraniu 15 walk z rzędu, 12 października 2002 roku zmierzył się w Schwerinie z mistrzem Europy EBU wagi ciężkiej, Przemysławem Saletą (41-4-0). Turek odebrał tytuł Polakowi, pokonując go przez techniczny nokaut w 7. rundzie (wcześniej 4 nokdauny Salety). W 2003 roku dwukrotnie obronił pas, wygrywając przed czasem z Brytyjczykami Dannym Williamsem (27-1-0) i Juliusem Francisem (23-10-1).
We wrześniu 2003 roku walczył jedyny raz w USA, gdy zmierzył się w Buffalo z ówcześnie również niepokonanym Juanem Carlosem Gómezem (36-0-0), byłym mistrzem świata WBC w wadze juniorciężkiej. Sam przegrał z Kubańczykiem zdecydowanie na punkty. Drugą porażkę w zawodowej karierze poniósł 14 lutego 2004 roku w Stuttgarcie, gdy w trzeciej obronie mistrzostwa Europy uległ przez decyzję większości Luanowi Krasniqiemu (25-1-0).
W listopadzie 2004 roku zdobył interkontynentalne mistrzostwo WBC, pokonując przez techniczny nokaut Rosjanina Dienisa Bachtowa (19-2-0). Po zwycięstwie nad Peterem Okhelo (17-3-0), 12 listopada 2005 roku Sam walczył w Hamburgu z Olegiem Maskajewem (31-5-0) o prawo zmierzenia się z mistrzem świata WBC, Hasimem Rahmanem. Rosjanin wygrał przez jednogłośną decyzję sędziów.
W 2006 roku Sam wygrał trzy walki, po czym w czerwcu 2007 roku wystąpił w Ankarze w kolejnym eliminatorze do walki o mistrzostwo WBC. Jego przeciwnikiem był Oliver McCall (50-8-0). Turek ponownie został pokonany przez jednogłośną decyzję.
W maju 2008 roku miał walczyć w Stambule z Mattem Skeltonem o mistrzostwo Europy, jednak najpierw pojedynek przełożono ze względu na kontuzję ręki Turka, a następnie odwołano z powodu choroby Anglika. Ostatecznie Sam walczył o tytuł 4 lipca w Ankarze z byłym mistrzem, Paolo Vidozem (25-4-0). Walka zakończyła się kontrowersyjnym remisem (114:114, 115:113, 115:115); wielu neutralnych obserwatorów uważało, że zwyciężył Vidoz. Tydzień później EBU zmieniła wynik na 114:114, 115:113, 115:114 − jednak nie na rzecz Włocha, a Turka. Jeden z sędziów punktowych, Francuz Robin Dolpierre, przyznał się bowiem do rzekomej pomyłki, punktując ostatnią rundę 10:9 dla Vidoza, zamiast 10:10. Tym samym Sam odzyskał po 4 latach mistrzostwo Europy. EBU zobligowała go jdnak do przyznania Vidozowi rewanżu. Nie doszło do niego, gdyż Turek wkrótce potem zrezygnował z tytułu.
Walka z Vidozem była nieoczekiwanie ostatnią w karierze Sama. Kolejny pojedynek miał stoczyć w 2009 roku przeciwko Kaliemu Meehanowi, jednak z udziału w nim wykluczyła go operacja usunięcia kamieni żółciowych. W grudniu 2010 roku został ponownie hospitalizowany po tym, jak zaczął wymiotować krwią. Umieszczono go na oddziale intensywnej terapii w jednym ze stambulskich szpitali, gdzie zdiagnozowano marskość wątroby. Stan boksera lekarze oceniali początkowo jako "krytyczny". Mimo to poprawił się on na tyle, iż po niecałym miesiącu leczenia pięściarz został zwolniony do domu. Przewidywano jednak, iż będzie w przyszłości musiał się poddać transplantacji wątroby. Ostatecznie Sam nie odzyskał zdrowia i w dniu 30 października 2015 roku zmarł z powodu niewydolności wątroby i nerek.